# Campionat del món d'escacs de 1972
El Campionat del món d'escacs de 1972 fou un matx disputat entre l'aspirant Bobby Fischer, dels Estats Units, i el campió regnant, Borís Spasski, de la Unió Soviètica, pel Campionat del món d'escacs. El matx es va celebrar al pavelló Laugardalshöll de Reykjavík, Islàndia, i fou anomenat el Matx del segle. Fischer va esdevenir el primer estatunidenc oficialment campió del món des que Wilhelm Steinitz (el primer campió mundial) es naturalitzés com a ciutadà estatunidenc el 1888. La victòria de Fischer també va significar la fi de 24 anys consecutius de dominació soviètica en el tron mundial.
La primera partida es va disputar l'11 de juliol de 1972. La darrera, el 31 d'agost, i fou ajornada després de 40 moviments. Spasski va abandonar l'endemà sense continuar. Fischer guanyà així el matx per 12½–8½, esdevenint l'onzè Campió del món oficial.

## Rerefons
El matx es va jugar durant la Guerra Freda, però durant un període de creixent distensió. El sistema d'escacs soviètic havia mantingut durant molt de temps el monopoli del joc al més alt nivell. Spasski va ser l'últim d'una cadena ininterrompuda de campions del món soviètics, que es remuntava al Campionat del món de 1948.
Fischer, l'excèntric estatunidenc de 29 anys, havia estat un gran crític de la dominació soviètica al món dels escacs, perquè pensava que els soviètics treien un avantatge injust tot acordant taules entre ells en els torneigs. L'agost de 1962 Sports Illustrated, i posteriorment a l'octubre la revista alemanya Der Spiegel, varen publicar un famós article de Fischer "Els russos han manipulat el món dels escacs" al qual hi exposava el seu punt de vista. En Fischer rarament acordava taules massa d'hora o en posicions poc clares.
Les expectatives sobre Spasski eren enormes, perquè pels soviètics, els escacs eren part del sistema polític. Mentre que Fischer sovint obtenia renom criticant el seu país («Els americans volen aposentar-se davant la televisió i no pensen a obrir un llibre ...»), també duia la càrrega de l'expectació de la significació política del matx. Cap estatunidenc havia assolit el títol mundial des que el primer campió, Wilhelm Steinitz, se'n naturalitzà el 1888. L'excitació al voltant del matx fou tal que fou anomenat el «Matx del Segle», encara que el mateix terme havia estat usat per designar el Matx URSS vs Resta del Món tot just dos anys abans.
Spasski, el campió, havia perdut un matx pel campionat del món contra Tigran Petrossian el 1966. El 1968, va guanyar matxs contra Iefim Hèl·ler, Bent Larsen, i Víktor Kortxnoi per obtenir novament el dret d'enfrontar-se a Petrossian pel títol. Aquest cop Spasski va triomfar, guanyant per 12½–10½. És conegut normalment per haver tingut un «estil universal», «amb una habilitat especial per jugar les menes més variades de posició». De tota manera, Garri Kaspàrov diu que «des de la infantesa clarament va tenir una tendència al joc agut i d'atac, i tenia un esplèndid gust per la iniciativa.» Abans del matx, Fischer havia jugat cinc partides contra Spasski, amb dues taules i tres victòries del soviètic.
De tota manera, en els matxs de Candidats en el camí per esdevenir aspirant al títol mundial, 
Fischer havia demolit els GMs de primer nivell mundial Mark Taimanov i Bent Larsen, cadascun per un resultat perfecte de 6–0, quelcom que mai més ningú no ha aconseguit en un matx de Candidats. Després d'això, Fischer va entaular tres de les cinc primeres partides del seu matx contra l'excampió mundial Tigran Petrossian, amb una victòria a la primera partida i una desfeta a la segona per a, posteriorment, acabar el matx guanyant les quatre últimes. «Cap declaració nua transmet la magnitud i l'impacte d'aquests resultats. ... Fischer va sembrar la devastació.» Des d les darreres set rondes de l'Interzonal fins a la primera partida contra Petrossian, Fischer va guanyar 20 partides consecutives, pràcticament totes contra Grans Mestres de l'elit mundial.
Fischer tenia un molt més alt ràting Elo que Spasski, i que qualsevol altre jugador en la història fins al moment. A la llista d'Elo de la FIDE de juliol de 1972 els 2785 punts de Fischer eren un rècord absolut, 125 punts per davant del segon jugador mundial – Spasski, el ràting del qual era 2660. Els recents resultats de Fischer i el seu ràting Elo en feien el favorit a l'avant-matx. D'altres observadors, de tota manera, destacaren que Fischer no havia mai guanyat una partida contra Spasski.
Els segons de Spasski pel matx foren Iefim Hèl·ler, Nikolai Kroguius i Iivo Nei. El segon de Fischer fou William Lombardy. El seu seguici incloïa també l'advocat Paul Marshall, que jugaria un paper important en els esdeveniments que van envoltar el matx, i el representant de l'USCF Fred Cramer. L'àrbitre del matx fou Lothar Schmid.
Durant algun temps, era dubtós que el matx s'arribés a jugar. Poc abans de començar, Fischer demanà que els jugadors rebessin, a més a més de l'acordada bossa de premis de 125,000 $ (5/8 pel guanyador, 3/8 pel perdedor) i del 30% dels drets de televisió i cinema, el 30% dels guanys de taquilla. No va arribar a Islàndia per la cerimònia d'obertura del dia 1 de juliol. El comportament de Fischer era aparentment ple de contradiccions, com havia estat al llarg de tota la seva carrera. Finalment va volar a Islàndia i va acceptar de jugar després d'un ajornament del matx de dos dies fet pel president de la FIDE Max Euwe, un sorprenent augment al doble de la bossa de premis, fet per l'inversor de banca Jim Slater, i molta persuasió, inclosa una trucada de Henry Kissinger a Fischer. Molts comentaristes, particularment de l'URSS, han suggerit que tot això (i les seves contínues peticions i irracionalitat) eren part del pla de Fischer d'«afectar psicològicament» Spasski. Els seguidors de Fischer diuen que guanyar el campionat del món era la missió de la seva vida, que ell simplement volia que tot fos perfecte per a ell quan pugés a l'escenari, i que el seu comportament era el mateix que havia estat sempre.
Un matx d'alt nivell mundial sovint implica que un o dos dels jugadors preparin una o dues obertures molt profundament, i jugar-les repetidament durant el matx. La preparació per un matx com aquest també implica anàlisi d'aquelles línies d'obertura que se sap que són jugades per l'oponent. Fischer havia estat famós pel seu repertori inusualment escàs: per exemple, jugava pràcticament sempre 1.e4 amb blanques, i pràcticament sempre jugant la variant Najdorf de la defensa siciliana amb negres contra 1.e4. Va sorprendre Spasski tot canviant d'obertures repetidament, i jugant-ne de diferents de les que mai havia fet, o només rarament (com ara 1.c4 amb blanques, i la defensa Alekhin, la defensa Pirc, i la siciliana Paulsen amb negres). Fins i tot en obertures que Fischer havia jugat abans en el matx, contínuament es desviava de les variants jugades prèviament, i pràcticament mai repetint la mateixa línia dos cops en el matx.

## Torneig Interzonal de 1970
El Torneig Interzonal se celebrà a Palma, Mallorca entre novembre i desembre de 1970. Els sis primers (en negreta), es classificaren pel Torneig de Candidats.
|    |                                 | 1 | 2 | 3 | 4 | 5 | 6 | 7 | 8 | 9 | 10 | 11 | 12 | 13 | 14 | 15 | 16 | 17 | 18 | 19 | 20 | 21 | 22 | 23 | 24 | Total | Desempat |
| -- | ------------------------------- | - | - | - | - | - | - | - | - | - | -- | -- | -- | -- | -- | -- | -- | -- | -- | -- | -- | -- | -- | -- | -- | ----- | -------- |
| 1  | Bobby Fischer (Estats Units)    |   | 0 | 1 | ½ | 1 | 1 | ½ | 1 | ½ | 1  | 1  | 1  | 1  | 1  | 1  | 1  | 1  | ½  | 1  | 1  | ½  | ½  | 1  | ½  | 18½   |          |
| 2  | Bent Larsen (Dinamarca)         | 1 |   | ½ | ½ | 0 | 1 | ½ | ½ | ½ | ½  | 1  | 1  | 0  | ½  | ½  | 1  | ½  | 1  | ½  | 1  | 1  | ½  | 1  | ½  | 15    | 167.50   |
| 3  | Iefim Hèl·ler (URSS)            | 0 | ½ |   | 1 | ½ | 1 | ½ | 1 | ½ | ½  | ½  | 1  | ½  | ½  | 1  | ½  | 1  | ½  | ½  | ½  | 1  | 1  | ½  | ½  | 15    | 167.00   |
| 4  | Robert Hübner (RFA)             | ½ | ½ | 0 |   | ½ | 1 | ½ | 0 | ½ | ½  | 0  | ½  | ½  | 1  | ½  | 1  | 1  | 1  | 1  | ½  | 1  | 1  | 1  | 1  | 15    | 155.25   |
| 5  | Mark Taimanov (URSS)            | 0 | 1 | ½ | ½ |   | ½ | ½ | ½ | ½ | ½  | ½  | 0  | ½  | 0  | 1  | 1  | ½  | 1  | ½  | 1  | ½  | 1  | 1  | 1  | 14    | 146.50   |
| 6  | Wolfgang Uhlmann (RDA)          | 0 | 0 | 0 | 0 | ½ |   | 1 | ½ | ½ | 1  | ½  | ½  | 1  | ½  | 0  | 1  | ½  | 1  | 1  | ½  | 1  | 1  | 1  | 1  | 14    | 141.50   |
| 7  | Lajos Portisch (Hongria)        | ½ | ½ | ½ | ½ | ½ | 0 |   | ½ | 0 | 1  | ½  | 1  | 1  | ½  | ½  | ½  | 1  | ½  | ½  | 1  | ½  | 1  | 1  | 0  | 13½   | 149.75   |
| 8  | Vassili Smislov (URSS)          | 0 | ½ | 0 | 1 | ½ | ½ | ½ |   | 1 | ½  | ½  | 0  | ½  | ½  | ½  | ½  | ½  | ½  | 1  | 1  | ½  | 1  | 1  | 1  | 13½   | 141.00   |
| 9  | Lev Polugaievski (URSS)         | ½ | ½ | ½ | ½ | ½ | ½ | 1 | 0 |   | ½  | 1  | ½  | ½  | ½  | ½  | 1  | 0  | ½  | 1  | 1  | ½  | ½  | ½  | ½  | 13    | 146.75   |
| 10 | Svetozar Gligorić (Iugoslàvia)  | 0 | ½ | ½ | ½ | ½ | 0 | 0 | ½ | ½ |    | 1  | ½  | 1  | ½  | 1  | ½  | ½  | 1  | 0  | ½  | 1  | ½  | 1  | 1  | 13    | 135.50   |
| 11 | Oscar Panno (Argentina)         | 0 | 0 | ½ | 1 | ½ | ½ | ½ | ½ | 0 | 0  |    | ½  | ½  | ½  | 1  | 1  | ½  | ½  | ½  | ½  | 1  | 1  | ½  | 1  | 12½   | 130.75   |
| 12 | Henrique Mecking (Brasil)       | 0 | 0 | 0 | ½ | 1 | ½ | 0 | 1 | ½ | ½  | ½  |    | 1  | ½  | ½  | ½  | ½  | 0  | ½  | ½  | 1  | 1  | 1  | 1  | 12½   | 130.00   |
| 13 | Vlastimil Hort (Txecoslovàquia) | 0 | 1 | ½ | ½ | ½ | 0 | 0 | ½ | ½ | 0  | ½  | 0  |    | 1  | ½  | 1  | ½  | ½  | ½  | ½  | 1  | ½  | 1  | ½  | 11½   |          |
| 14 | Borislav Ivkov (Iugoslàvia)     | 0 | ½ | ½ | 0 | 1 | ½ | ½ | ½ | ½ | ½  | ½  | ½  | 0  |    | ½  | ½  | 0  | ½  | ½  | ½  | ½  | 1  | ½  | ½  | 10½   |          |
| 15 | Duncan Suttles (Canadà)         | 0 | ½ | 0 | ½ | 0 | 1 | ½ | ½ | ½ | 0  | 0  | ½  | ½  | ½  |    | 0  | ½  | ½  | 1  | ½  | 0  | 1  | ½  | 1  | 10    | 105.75   |
| 16 | Dragoljub Minić (Iugoslàvia)    | 0 | 0 | ½ | 0 | 0 | 0 | ½ | ½ | 0 | ½  | 0  | ½  | 0  | ½  | 1  |    | 1  | ½  | ½  | ½  | 1  | ½  | 1  | 1  | 10    | 96.00    |
| 17 | Samuel Reshevsky (Estats Units) | 0 | ½ | 0 | 0 | ½ | ½ | 0 | ½ | 1 | ½  | ½  | ½  | ½  | 1  | ½  | 0  |    | ½  | ½  | ½  | 0  | 0  | ½  | 1  | 9½    |          |
| 18 | Milan Matulović (Iugoslàvia)    | ½ | 0 | ½ | 0 | 0 | 0 | ½ | ½ | ½ | 0  | ½  | 1  | ½  | ½  | ½  | ½  | ½  |    | ½  | ½  | 0  | 0  | ½  | 1  | 9     | 98.50    |
| 19 | William Addison (Estats Units)  | 0 | ½ | ½ | 0 | ½ | 0 | ½ | 0 | 0 | 1  | ½  | ½  | ½  | ½  | 0  | ½  | ½  | ½  |    | ½  | 0  | 0  | 1  | 1  | 9     | 95.25    |
| 20 | Miroslav Filip (Txecoslovàquia) | 0 | 0 | ½ | ½ | 0 | ½ | 0 | 0 | 0 | ½  | ½  | ½  | ½  | ½  | ½  | ½  | ½  | ½  | ½  |    | ½  | 1  | ½  | 0  | 8½    | 91.50    |
| 21 | Renato Naranja (Filipines)      | ½ | 0 | 0 | 0 | ½ | 0 | ½ | ½ | ½ | 0  | 0  | 0  | 0  | ½  | 1  | 0  | 1  | 1  | 1  | ½  |    | 0  | 0  | 1  | 8½    | 88.75    |
| 22 | Tudev Ujtumen (Mongòlia)        | ½ | ½ | 0 | 0 | 0 | 0 | 0 | 0 | ½ | ½  | 0  | 0  | ½  | 0  | 0  | ½  | 1  | 1  | 1  | 0  | 1  |    | 1  | ½  | 8½    | 85.25    |
| 23 | Jorge Rubinetti (Argentina)     | 0 | 0 | ½ | 0 | 0 | 0 | 0 | 0 | ½ | 0  | ½  | 0  | 0  | ½  | ½  | 0  | ½  | ½  | 0  | ½  | 1  | 0  |    | 1  | 6     |          |
| 24 | Eleazar Jiménez (Cuba)          | ½ | ½ | ½ | 0 | 0 | 0 | 1 | 0 | ½ | 0  | 0  | 0  | ½  | ½  | 0  | 0  | 0  | 0  | 0  | 1  | 0  | ½  | 0  |    | 5½    |          |
Portisch i Smislov varen disputar un play-off a sis partides a Portoroz, Iugoslàvia a començaments de 1971 per la posició de reserva pel Torneig de Candidats. El matx acabà 3–3; Portisch en fou declarat el guanyador a causa del seu millor desempat en el torneig principal.

## Torneig de Candidats de 1971
Petrossian com a perdedor del darrer matx pel campionat del món i Kortxnoi com a finalista de l'anterior final de candidats foren inclosos directament en el torneig, conjuntament amb els primers 6 jugadors de l'Interzonal.
|  | Quarts de final | Quarts de final   | Quarts de final   |                   |    | Semifinals      | Semifinals | Semifinals |  |  | Final | Final         | Final |
|  |                 |                   |                   |                   |    |                 |            |            |  |  |       |               |       |
|  | 1               | Bobby Fischer     | 6                 |                   |    |                 |            |            |  |  |       |               |       |
|  | 8               | Mark Taimanov     | 0                 |                   |    |                 |            |            |  |  |       |               |       |
|  | 8               | Mark Taimanov     | 0                 |                   |    | Bobby Fischer   | 6          |            |  |  |       |               |       |
|  |                 |                   |                   |                   |    | Bobby Fischer   | 6          |            |  |  |       |               |       |
|  |                 |                   | Bent Larsen       | 0                 |    |                 |            |            |  |  |       |               |       |
|  | 4               | Bent Larsen       | Bent Larsen       | 0                 | 5½ |                 |            |            |  |  |       |               |       |
|  | 4               | Bent Larsen       |                   |                   | 5½ |                 |            |            |  |  |       |               |       |
|  | 5               | Wolfgang Uhlmann  | 3½                |                   |    |                 |            |            |  |  |       |               |       |
|  |                 |                   |                   |                   |    |                 |            |            |  |  |       | Bobby Fischer | 6½    |
|  |                 |                   |                   | Tigran Petrossian | 2½ |                 |            |            |  |  |       |               |       |
|  | 3               | Víktor Kortxnoi   | 5½                |                   |    |                 |            |            |  |  |       |               |       |
|  | 6               | Iefim Hèl·ler     | 2½                |                   |    |                 |            |            |  |  |       |               |       |
|  | 6               | Iefim Hèl·ler     | 2½                |                   |    | Víktor Kortxnoi | 4½         |            |  |  |       |               |       |
|  |                 |                   |                   |                   |    | Víktor Kortxnoi | 4½         |            |  |  |       |               |       |
|  |                 |                   | Tigran Petrossian | 5½                |    |                 |            |            |  |  |       |               |       |
|  | 2               | Tigran Petrossian | Tigran Petrossian | 5½                | 4  |                 |            |            |  |  |       |               |       |
|  | 2               | Tigran Petrossian |                   |                   | 4  |                 |            |            |  |  |       |               |       |
|  | 7               | Robert Hübner     | 3 (abandonament)  |                   |    |                 |            |            |  |  |       |               |       |

La victòria de Fischer li va donar el dret de reptar el campió regnant Spasski pel títol.

## Matx pel Campionat, 1972
El matx es va jugar al millor de 24 partides, en què les victòries comptaven 1 punt i les taules ½ punt, i acabaria quan un dels jugadors anotés 12½ punts. Si el matx acabés amb un empat 12–12, el campió defensor (Spasski) retindria el títol. El primer control de temps era de 40 moviments en 2½ hores. Es programaren tres partides per setmana. A cada jugador se li autoritzaren tres ajornaments per raons mèdiques durant el matx. Les partides estaven programades per començar en diumenge, dimarts, i dijous. Si una partida fos ajornada, seria continuada l'endemà. El dissabte era dia de descans.
Fischer insistí que s'havia de fer servir un joc de peces Staunton de Jaques of London. L'escaquer hagué de ser refet a petició de Fischer. El matx va ser cobert per mitjans de tot el món. Fischer va esdevenir una celebritat a nivell mundial, i descrit com a l'Einstein o el Hitler dels escacs. El seu hotel va rebre dotzenes de trucades cada dia de dones que s'hi sentien atretes, i Fischer gaudia llegint les nombroses cartes i telegrames que arribaren amb elogis o crítiques. L'excitació va créixer quan el matx es va posposar i la gent es qüestionava quan apareixeria en Fischer. Prèviament, havia arribat a l'aeroport i, envoltat de periodistes, el va abandonar. La combinació de "Jugarà o no?" i de l'Amèrica-versus-Rússia crearen una gran expectació arreu del món.
|                      | Rating | 1 | 2 | 3 | 4 | 5 | 6 | 7 | 8 | 9 | 10 | 11 | 12 | 13 | 14 | 15 | 16 | 17 | 18 | 19 | 20 | 21 | Punts |
| -------------------- | ------ | - | - | - | - | - | - | - | - | - | -- | -- | -- | -- | -- | -- | -- | -- | -- | -- | -- | -- | ----- |
| Borís Spasski (USSR) | 2660   | 1 | 1 | 0 | ½ | 0 | 0 | ½ | 0 | ½ | 0  | 1  | ½  | 0  | ½  | ½  | ½  | ½  | ½  | ½  | ½  | 0  | 8½    |
| Bobby Fischer (USA)  | 2785   | 0 | 0 | 1 | ½ | 1 | 1 | ½ | 1 | ½ | 1  | 0  | ½  | 1  | ½  | ½  | ½  | ½  | ½  | ½  | ½  | 1  | 12½   |